# Frank Henry
Frank Henry   (Cambridge, 15 de desembre de 1909 - Chesterfield, 25 d'agost de 1989) fou un genet estatunidenc, guanyador de tres medalles olímpiques.
Va estudiar a l'Acadèmia Militar dels Estats Units de West Point, on es va graduar el 1933 i fou nomenat oficial de la Cavalleria de l'Exèrcit dels Estats Units.
Durant la Segona Guerra Mundial va ser assignat a l'Estat Major del Departament de Guerra a Washington DC, on va participar en la planificació i les operacions administratives. Tot i que no va participar en el combat directe, el seu paper va contribuir als aspectes logístics i estratègics de l'esforç bèl·lic. Va romandre a l'exèrcit després de la guerra i va continuar la seva participació en programes eqüestres, tant dins de l'exèrcit com per a l'entrenament olímpic. Més tard va aconseguir el rang de general de brigada abans de retirar-se del servei.

## Carrera esportiva
Va ser escollit com a membre de la selecció nord-americana per participar en els Jocs Olímpics d'estiu de 1940, si bé aquests foren cancel·lats finalment per culpa de la Segona Guerra Mundial. Va participar, finalment, als 38 anys en els Jocs Olímpics d'Estiu de 1948 celebrats a Londres (Regne Unit), on va aconseguir guanyar la medalla d'or en la prova de concurs complet d'equitació per equips amb el cavall "Swing Low", al costat del qual també guanyà la medalla de plata en el concurs complet individual. En aquests mateixos Jocs guanyà una nova medalla de plata en la prova de doma clàssica per equips al costat de "Reno Overdo", finalitzant amb aquest cavall tretzè en la prova de doma clàssica individual.